# Torgelow-Holländerei
Torgelow-Holländerei, auch Torgelow-Holl genannt, ist ein Ortsteil der Stadt Torgelow im Landkreis Vorpommern-Greifswald im Osten Mecklenburg-Vorpommerns (Deutschland).

## Geografie

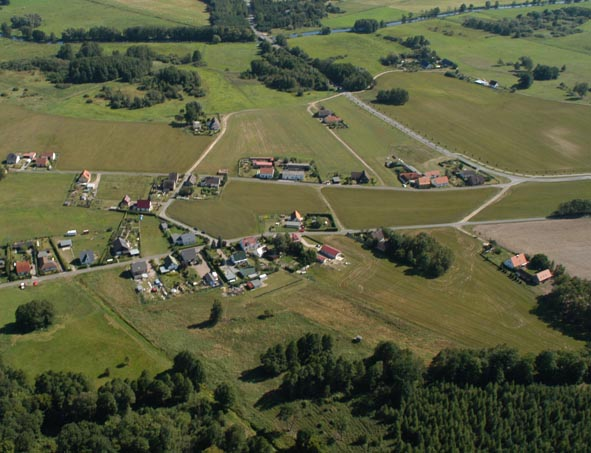
Luftbild (Blickrichtung Ostsüdost)

Der Ort erstreckt sich zwischen dem Westufer der unteren Uecker und dem Waldgebiet Jädkemühler Forst auf ca. 9 km Länge zwischen Liepgarten und Torgelow.

## Geschichte
1619, am Beginn des Dreißigjährigen Krieges, sollte das Gebiet der unteren Uecker mit Kolonisten aus dem Danziger Gebiet besiedelt werden. Das Gebiet der Weichselmündung bei Danzig wurde ursprünglich von Holländern besiedelt, die dort das Siedlungsmodell der Holländerei einführten, das mit lockerer Bebauung und der Trockenlegung der sumpfigen Wiesen verbunden war. Dieses Modell wurde von dort an die Uecker übertragen. Mit Siedlern aus Holland hat der Name also nur indirekt etwas zu tun.
Es entstanden zwischen 1775 und 1777 auf Initiative König Friedrich II. Dominal Holländereien in Erbpacht in weit auseinander liegenden Wohnplätzen. 1836 wurde diese Erbpacht in Freies Eigentum gewandelt.
Die Wohnplätze waren mit Bestand von 1865:
- Alt Torgelow mit Quakenburg – 5 Wohn- und 6 Wirtschaftsgebäude sowie 60 Einwohner in 9 Familien
- Beeskow – 2 Wohn- und 4 Wirtschaftsgebäude sowie 20 Einwohner in 4 Familien
- Düsterort – 1 Schule, 3 Wohn- und 5 Wirtschaftsgebäude sowie 15 Einwohner in 3 Familien
- Groß Dunzig (Unterförsterei) – 1 Wohngebäude sowie 5 Einwohner in 1 Familie
- Hasselberg – 1 Wohn- und 3 Wirtschaftsgebäude sowie 8 Einwohner in 1 Familie
- Herrenkamp – 1 Teerofen, 3 Wohn- und 4 Wirtschaftsgebäude sowie 29 Einwohner in 6 Familien
- Hundsberg – 7 Wohn- und 8 Wirtschaftsgebäude sowie 92 Einwohner in 15 Familien
- Hundsbeutel – 1 Wohn- und 3 Wirtschaftsgebäude sowie 10 Einwohner in 1 Familie
- Jägersteig – 2 Wohn- und 2 Wirtschaftsgebäude sowie 25 Einwohner in 5 Familien, der Ort war erst 1845 angelegt und hatte 2 Besitzer
- Jungfernbeck – 4 Wohn- und 5 Wirtschaftsgebäude sowie 36 Einwohner in 7 Familien, der Ort wurde erst 1827 angelegt
- Klein Dunzig – 3 Wohn- und 3 Wirtschaftsgebäude sowie 23 Einwohner in 4 Familien
- Kattenberg – 3 Wohn- und 5 Wirtschaftsgebäude sowie 34 Einwohner in 6 Familien, der Ort hatte 2 Besitzer
- Pfennigshorst – 3 Wohn- und 6 Wirtschaftsgebäude sowie 46 Einwohner in 7 Familien, im Ort bestanden 3 Bütnerstellen
- Schulzenberg – 2 Wohn- und 3 Wirtschaftsgebäude sowie 16 Einwohner in 2 Familien
- Seefeldt – 2 Wohn- und 4 Wirtschaftsgebäude sowie 16 Einwohner in 3 Familien, hier befand sich der Sitz des Schulzen der Gemeinde Torgelow-Holländerei
- Ziegenberg – 2 Wohn- und 5 Wirtschaftsgebäude sowie 25 Einwohner in 5 Familien

Zum 25. Mai 2014 wurde Torgelow-Holländerei nach Torgelow eingemeindet. Die von Wald umgebene, ruhige Ortslage ist heute zu einem bevorzugten Wohnstandort geworden.

## Verkehrsanbindung
Torgelow-Holländerei liegt zwischen den drei Städten Ueckermünde, Eggesin und Torgelow. Von diesen Orten aus besteht Bahnanschluss nach Pasewalk.